# Hiaslegg
Das Hiaslegg (1154 m ü. A.) ist ein Pass am Rand der südwestlichen Hochschwabgruppe in der Steiermark.

## Lage und Landschaft
Die Passhöhe liegt zwischen dem zur Hochschwabgruppe gehörenden Trenchtlingstock im Norden und den Mürztaler Alpen im Süden. Von Trofaiach erreicht man das Hiaslegg durch den Rötzgraben aus südwestlicher Richtung nach rund zwölf Kilometern, vom östlich gelegenen Pichl-Großdorf sind es rund fünf Kilometer.
Die Passstraße ist auf beiden Seiten nicht asphaltiert und daher vor allem bei Mountainbikern beliebt. Direkt auf der Passhöhe befinden sich das Gasthaus zum Hiaslegg und einige Parkplätze, die als Ausgangspunkt für Wanderungen dienen.

## Wanderungen

### Zugang
- von Pichl-Großdorf: 1¼ Stunden
- von Tragöß-Oberort: 1½ Stunden
- vom Grünen See: 1½ Stunden
- von Vordernberg über die Hohe Rötz: 2½ Stunden
- von Trofaiach über den Thalerkogel: 4½ Stunden

### Tourenziele
- Edelweißboden: 1½ Stunden
- Thalerkogel: 1½ Stunden
- Hochturm (Trenchtling): 3 Stunden
- Präbichl über Trenchtling und Leobner Hütte: 5 – 5½ Stunden